# مسعد نور
مسعد نور (عربی: مسعد نور؛ ۲۴ آوریل ۱۹۵۱ – ۲۳ آوریل ۲۰۱۱) یک ورزشکار اهل مصر بود.
از باشگاه‌هایی که در آن بازی کرده‌است می‌توان به باشگاه فوتبال المصری و تیم ملی فوتبال مصر اشاره کرد.
وی همچنین در تیم ملی فوتبال مصر بازی کرده است.